# Skip Greer
Ronald "Skip" Greer é o atual vocalista do Dead Kennedys.  Greer se juntou à banda em 2008, substituindo Jeff Penalty e é o vocalista mais antigo da banda.   Ele foi membro fundador e vocalista dos Wynona Riders de 1992 a 1996 e também se apresentou com East Bay Ray e Killer Smiles and the Lightouts.  
Greer é conhecido por ser um artista de alta energia e fisicamente interativo com o público.   O estilo de composição de Greer foi chamado de "mais poético" do que o de seu predecessor DK, embora ele tenha escrito apenas canções para Killer Smiles. O baixista do DK, Klaus Fluoride, disse que era isso que a banda estava procurando, dizendo "Skip é um bom cantor, um bom intérprete, mas não faz Biafra."  